# Agylla ochritincta
Agylla ochritincta là một loài bướm đêm thuộc phân họ Arctiinae, họ Erebidae.